# Hans Luber
Hans Luber (Monaco di Baviera, 15 ottobre 1893 – 15 ottobre 1940) è stato un tuffatore tedesco. Ha rappresentato la Germania ai Giochi olimpici di Stoccolma 1912 vincendo la medaglia d'argento nel concorso del trampolino.

## Palmarès
- Giochi olimpici

Stoccolma 1912: argento nella trampolino
- Campionati europei di nuoto

Budapest 1926: oro nel trampolino 3 m
Bologna 1927: oro nella piattaforma